# Alida Valli
Alida Valli, született: Alida Maria Laura Altenburger (Póla, 1921. május 31. – Róma, 2006. április 22.) olasz színésznő.

## Élete
Főiskolai tanulmányait a Római Filmakadémián végezte, 1935-ben.
15 éves korában (1936) kapta első filmszerepét. 1947-ben Hollywoodba ment, ahol filmezni kezdett. Legismertebb filmjei A Paradine-ügy (1947), A harmadik ember (1949) valamint az Érzelem (1954). 1951-ben tért haza. 1956–tól színházban is játszott.

## Magánélete
Férje Oscar de Mejo volt 1944-1952 között.

## Filmjei
- Havi ezer líra (1939)
- Szerelmi riadó (1939)

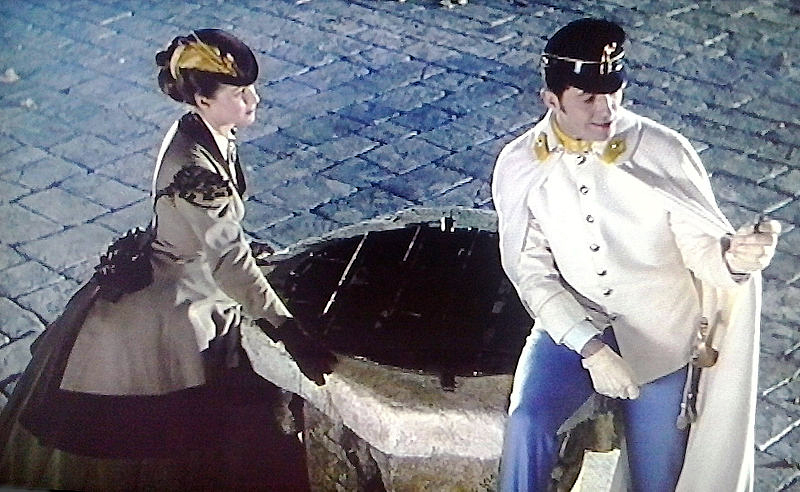
Alida Valli és Farley Granger az Érzelem című filmben (1954)

- Örök szerelem (Manon Lescaut), (1940)
- Lopott feleség (Taverna Rossa) (1940)
- Éjféli esküvő (1941)
- Fények a sötétben (1941)
- Bajazzók (1942)
- A két árva (1942)
- A Paradine-ügy (1947)
- A harmadik ember (1949)
- Csoda csak egyszer történik (1951)
- Siamo donne (1953)
- Érzelem (1954)
- Gát a Csendes-óceánon (1957)
- A nagy kék országút (1957)
- A kiáltás (Il grido, 1957)
- A holdfény ékszerészei (1958)
- Szemek arc nélkül (1959)
- Nők vagyunk (1959)
- Ilyen hosszú távollét (1960)
- The happy thieves (1962)
- Ophélia (1962)
- Tisztelet a szieszta órájának (1962)
- Oidipusz király (1967)
- A szerelem minden megnyilatkozása (1968)
- Pókstratégia (1970)
- A nyugalom első éjszakája (1972)
- Az orchidea húsa (1974)
- Ez a kedves Viktor (1975)
- A Casszandra-átjáró (1976)
- Huszadik század (1976)
- Kedvellek, Berlinguer (1977)
- Sóhajok (1977)
- Egy jámbor lélek (1978)
- Pokol (1979)
- A Hold (1979)
- A lázadó angyalok bukása (1981)
- Titkok, titkok (1985)
- Vörös alsószoknya (1987)
- Celeste Aida (1991)
- A hosszú hallgatás (1993)
- Bugie rosse (1993)
- Itália csókja (1995)
- Fatal Frames (1996)
- Il dolce rumore della vita (1999)
- Vino santo (2000)
- Titkos rend (2002)

## Díjai
- Cannes-i Arany Pálma díj (1961)
- David di Donatello-díj (1982)
- velencei Arany Oroszlán-életműdíj (1997)